# 国际价值
国际价值 (International Value)，是世界市场上各国间商品交换的基础。国际价值是国际之间的商品在交换中的市场价值。国际价值不是由国别价值，即个别国家的社会必要劳动时间决定的，而是由世界劳动的平均单位决定的。商品的国际价值是在国别价值的基础上发展起来的，它是国别价值在商品经济发展的较高阶段上的转变形式。

## 影响因素
1. 国际分工的广度和深度。
2. 劳动生产率。
3. 劳动强度。
4. 国际贸易参与国际其贸易量。